# E!
E!（エンターテイメント・テレビジョン）は、アメリカ合衆国のエンターテイメント専門のテレビ局。

## 概要
1987年7月31日にMovietimeとして開局。1990年には現在の名称になる。番組の編成は映画の予告編や、ハリウッドの最新ニュースが中心である。また、日本のムービープラスではアカデミー賞関連番組（授賞式直前ライブ、オスカーナイト（授賞式直後ライブ））を放送されている。2006年にはウォルト・ディズニー・カンパニーが保有するE!の株39.5%をコムキャストに売却。E!はコムキャストの完全子会社となった。

## 主な番組
- True Hollywood Story
- チェルシー・レイトリー

### 過去
- シンプル・ライフ（2006–2007）